# Samuel Xavier
Samuel Xavier Brito (São Paulo, 6 de junho de 1990) é um futebolista brasileiro que atua como lateral-direito. Atualmente joga pelo Fluminense.

## Carreira

### Futebol paulista
Samuel iniciou a carreira no Paulista de Jundiaí, sendo revelado pelo técnico Fernando Diniz, que o transformou em lateral-direito. Pelo clube, Samuel foi bicampeão da Copa Paulista (2010 e 2011). Ainda em 2011, ele teve uma ligeira passagem por empréstimo pelo Guarani, mas não chegou a ser utilizado.
Foi contratado pelo São Caetano no dia 7 de maio de 2012, sendo titular nos dois anos em que atuou pela equipe.

### Ceará
Em 2014 foi contratado pelo Ceará, clube esse em que venceu o Campeonato Cearense, sendo expulso na final. Além de ter bons desempenhos na Série B e na Copa do Nordeste, neste última sendo vice-campeão do torneio, perdendo a final para o Sport.
No ano seguinte destacou-se na campanha do Ceará campeão da Copa do Nordeste, de forma invicta, sobre o Bahia.

### Sport
O bom desempenho pelo Ceará despertou o interesse de clubes que disputavam a Série A, e o Sport apresentou o jogador no dia 8 de maio de 2015, para ser o titular do time de Eduardo Baptista.
Na primeira temporada tornou-se peça importante no bom time formado pelo Sport para disputar o ano de 2015, ao lado de jogadores como André, Diego Souza, Durval, Hernane, Maikon Leite, Magrão, Matheus Ferraz e Marlone. O time conseguiu a sua melhor pontuação na "Era do Pontos Corridos", com 59 pontos, ficando em 6º lugar no Campeonato Brasileiro.
Em junho de 2017, Samuel conquistou o Campeonato Pernambucano sobre o Salgueiro. No entanto, o clube passou por dificuldades no Campeonato Brasileiro, assim como no ano anterior.

### Atlético Mineiro
No fim de 2017 acabou perdendo a titularidade, mas seu bom desempenho nas temporadas anteriores despertou o interesse do Atlético Mineiro, que o contratou por empréstimo para o ano de 2018. No Galo, porém, pouco jogou e logo foi devolvido com o fim do Campeonato Mineiro.

### Retorno ao Ceará

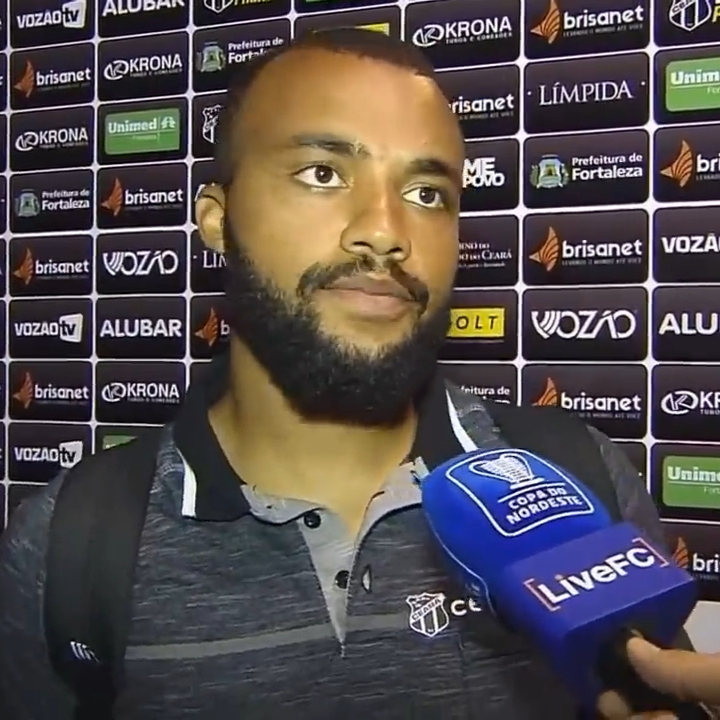
Samuel Xavier em entrevista pelo Ceará em 2020

Em maio de 2018 foi anunciado, por empréstimo, como novo reforço do Ceará, então recém promovido à Série A. O jogador tinha vínculo com o Sport até 2019, e foi emprestado até o fim desta temporada.
No dia 29 de dezembro de 2018, Samuel Xavier foi adquirido em definitivo pelo Vozão, assinando um contrato válido por dois anos.
Titular e muito regular no seu retorno ao Ceará, conseguiu um bom desempenho pela equipe nas temporadas 2018, 2019 e 2020. Vencendo a Copa do Nordeste em 2020, além de ajudar o clube a se manter na primeira divisão do Brasileirão.

### Fluminense
Apesar de receber proposta do Ceará para permanecer no time mais uma temporada, Samuel decidiu acertar com o Fluminense até o final de 2022, após o término do contrato com o clube cearense em fevereiro de 2021.
No clube teve um bom desempenho nas duas primeiras temporadas, assumindo a titularidade no lugar de Lucas Calegari na lateral-direita. As atuações sólidas ajudaram o time a se classificar para a Libertadores nos anos de 2022 e 2023, além de ser bicampeão do Campeonato Carioca, contra o Flamengo. Em janeiro de 2023 seu contrato com o Fluminense foi renovado até dezembro de 2024.
Titular absoluto em 2023, Samuel foi importantíssimo na conquista da Copa Libertadores da América, sendo o principal responsável por fazer a equipe passar pelas oitavas de final contra o Argentinos Juniors, fazendo gols tanto na partida de ida quanto na de volta. Em 2024 estendeu seu contrato até o fim da temporada 2025. No dia 29 de fevereiro de 2024, fez sua estreia na temporada 2024, onde deu bela assistência para o gol de Jhon Arias na final da Recopa Sul-Americana, torneio do qual sagrou-se campeão.
No dia 13 de abril de 2025, Samuel fez o gol da vitória do Fluminense aos 51 minutos do segundo tempo, contra o Santos, em jogo válido pela 3ª rodada do Campeonato Brasileiro de 2025. O jogador também se destacou como o grande responsável por marcar Neymar, que fazia sua reestreia no Campeonato Brasileiro após 12 anos, travando um "duelo" particular e o provocando após a vitória.

## Títulos
Paulista
- Copa Paulista: 2010 e 2011

Ceará
- Campeonato Cearense: 2014
- Copa dos Campeões Cearenses: 2014
- Copa do Nordeste: 2015 e 2020

Sport
- Taça Ariano Suassuna: 2016 e 2017
- Campeonato Pernambucano: 2017

Fluminense
- Taça Guanabara: 2022 e 2023
- Campeonato Carioca: 2022 e 2023
- Copa Libertadores da América: 2023
- Recopa Sul-Americana: 2024

### Prêmios individuais
- Seleção do Campeonato Cearense: 2019